# Stingray Sam
Pour plus de détails, voir Fiche technique et Distribution.
Stingray Sam est un film américain réalisé par Cory McAbee, sorti en 2009.

## Synopsis
Une mission réunit Stingray Sam et son acolyte perdu de vue depuis longtemps, Quasar Kid.

## Fiche technique
- Titre : Stingray Sam
- Réalisation : Cory McAbee
- Scénario : Cory McAbee
- Musique : The Billy Nayer Show
- Photographie : Scott Miller
- Montage : Andrew Blackwell
- Production : Becky Glupczynski et Robert Lurie
- Société de production : BNS Productions
- Pays :  États-Unis
- Genre : Comédie, film musical, science-fiction et western
- Durée : 61 minutes
- Dates de sortie : 
  -  États-Unis : 20 janvier 2009 (festival du film de Sundance)

## Distribution
- Cory McAbee : Stingray Sam
- Crugie : Quasar Kid
- David Hyde Pierce : le narrateur
- Joshua Taylor : Fredward
- Willa Vy McAbee : la fille
- Ron Crawford : le vieux scientifique
- Michael De Nola : le jeune scientifique
- Maura Ruth Hashman : Heaven
- Jessica Jelliffe : la réceptionniste
- Robert Lurie : Cubby
- Caleb Scott : l'artiste
- Soren Scott : Ed
- Frank Swart : Barnaby
- Michael Wiener : le scientifique Smarmy

## Distinctions
Le film a été présenté dans la section New Frontier du festival du film de Sundance 2009.